# Canon EOS 6D Mark II
El Canon EOS 6D Mark II es una cámara réflex digital de lente única anunciada por Canon el 29 de junio de 2017.
Las impresiones del evento de prensa de Canon se han mezclado con muchos que dicen que es una actualización considerable, pero se siente anticuada. Los críticos señalan que la 6D no admite la grabación de video en 4K y sus 45 puntos AF son densos alrededor del centro, lo que resulta en un enfoque más lento y maniobras de recomposición al fotografiar sujetos en movimiento.

## Principales características
Las nuevas características de la Canon EOS 6D Mark II son:
- Nuevo sensor CMOS de 26.2 megapíxeles con CMOS AF de doble píxel (total 27.1 megapíxeles), en lugar del sensor CMOS de 20 mp con detección de contraste.
- DIGIC 7, norma ISO 100–40000, ampliable de L: 50 a H1: 51200, H2: 102400, compara (DIGIC 5+, ISO 100 - 25600, H 51200, H2 102400).
- Nuevo sensor de medición RGB + IR de 7560 píxeles para ayudar al sistema de AF
- Los 45 puntos AF de tipo cruzado, en comparación con 11, con el punto central es el único tipo de cruz.
  - De estos puntos, 27 se enfocará automáticamente cuando el cuerpo esté conectado a solo 2 lentes / teleconversor con una apertura máxima de f / 8. El objetivo EF 100–400mm f / 4.5–5.6L IS II, con Extender EF 1.4x III y EF 200–400mm f / 4L IS Extender 1.4x, utilizado con Extender EF 2x III (AF en 27 puntos de enfoque, y el 9 puntos centrales que actúan como puntos de tipo cruzado). La EOS 6D Mark II es el primer cuerpo EOS de fotograma completo no profesional que puede enfocar automáticamente en esta situación; los cuerpos no profesionales anteriores no podían enfocar automáticamente si la apertura máxima de una combinación de lente / teleconvertidor adjunta era menor que f / 5.6. (Esta función se había incluido anteriormente en tres cuerpos APS-C no profesionales: primero la 80D, seguida de la 77D y la EOS 800D / Rebel T7i).
  - En f / 5.6, el punto AF central soporta hasta EV -2.
  - Con lente f / 2.8, AF sensible hasta EV -3.
- Disparo continuo a alta velocidad de hasta 6,5 fps, 4 fps en el modo Live view con Servo AF.
  - Para disparos antiparpadeo: máx. aprox. 5.6 disparos / s
  - Disparo continuo a baja velocidad: 3 fps.
- NFC incorporado, y Bluetooth.
- GPS incorporado
- 1080p a 60/50 fps capacidad de grabación de video
- película de lapso de tiempo 4K
- HDR incorporado y capacidad de grabación de lapso de tiempo
- Contra parpadeo
- Velocidad de sincronización del flash 1/180
- Duración de la batería: 1.200 disparos. (1.100 a 0 °C / 32 °F; 380 con vista en vivo o 340 con vista en vivo a 0 °C / 32 °F.)
- Nuevo visor inteligente con rejilla, doble eje electrónico, iconos de advertencia.
- Pantalla táctil totalmente articulada comparada con pantalla fija en la EOS 6D.
- Modo de panorámica de apoyo en SCN.